# Sudão Turco-Egípcio

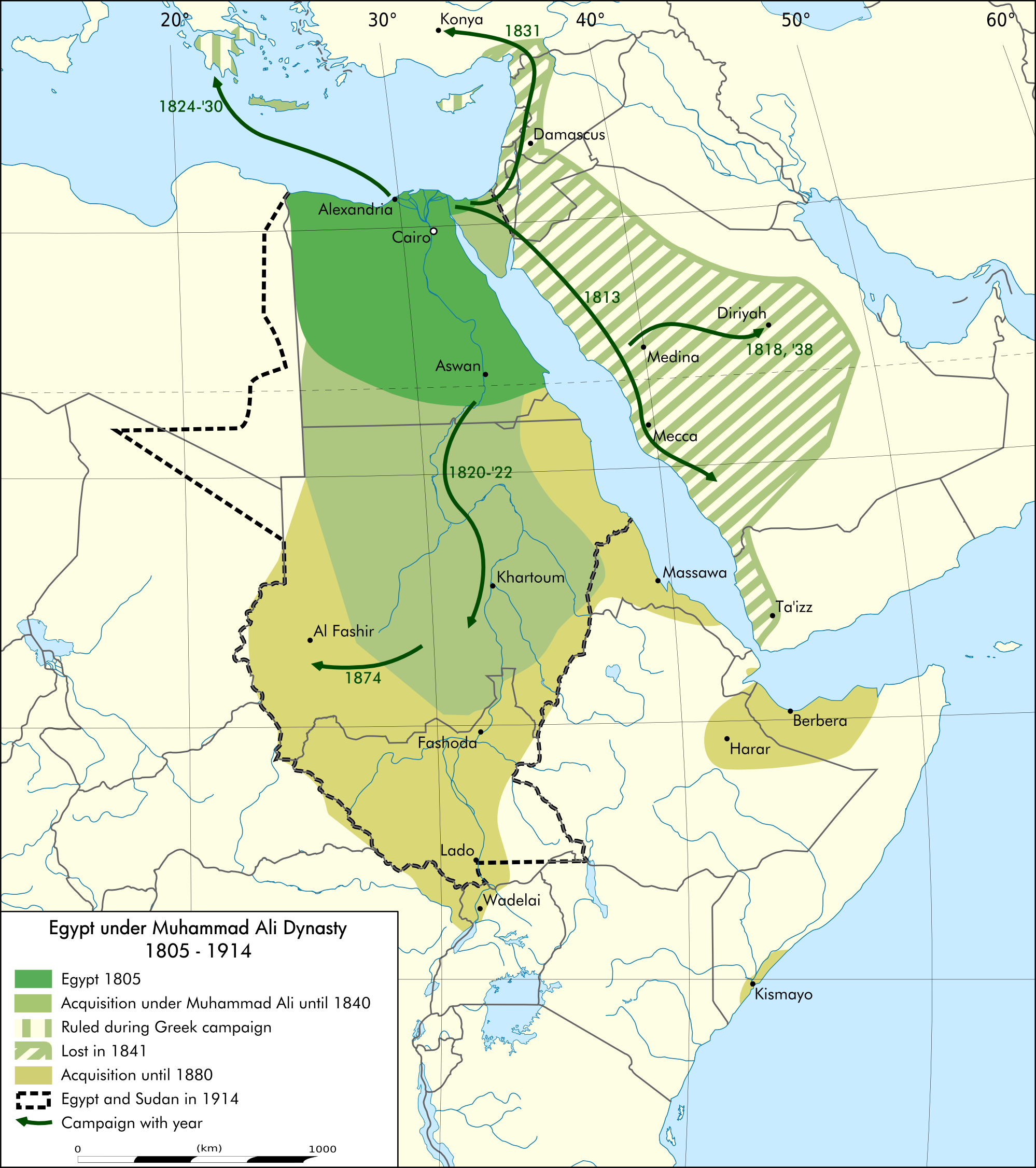
O domínio egípcio durante a dinastia de Maomé Ali

Sudão Turco-Egípcio, comumente conhecido como Turkiyah ou Turkiyya, refere-se ao período do controle egípcio-otomano do Sudão, que durou de 1821 a 1885. A história do Sudão sob Maomé Ali e seus sucessores traça o período da invasão de Maomé Ali Paxá ao Sudão em 1820 até a queda de Cartum em 1885 para Maomé Amade, o autoproclamado Mádi. Sob o uale egípcio Maomé Ali, grandes partes do norte do Sudão seriam primeiramente conquistadas e depois anexadas ao Egito; os seus sucessores estenderiam esta área sob seu controle até a África Central. O domínio egípcio seria substituído pelo governo do Mádi, o Sudão Madista.

## Antecedentes
Embora uma parte do atual norte do Sudão fosse nominalmente uma dependência egípcia durante os períodos mameluco e otomano, os governantes egípcios anteriores haviam exigido pouco mais do Caxife sudanês do que a remessa regular de tributo. Depois que Maomé Ali esmagou os mamelucos no Egito, uma parte deles escapou e fugiu para o sul. Em 1811, estes mamelucos estabeleceram um estado em Duncula como base para a negociação de escravos.
Em 1820, o sultão de Senar informou Maomé Ali que não conseguiu cumprir a demanda de expulsar os mamelucos. Em resposta, Maomé Ali enviou 4.000 soldados para invadir o Sudão, removê-lo dos mamelucos e incorporá-lo ao Egito. Suas forças receberam a submissão do Caxife, dispersaram os mamelucos de Duncula, conquistaram Cordofão e aceitaram a rendição do último funje sultão de Sanar, Badi VII. No entanto, as tribos árabes jaalins ofereceram rígida resistência.

## 'Turkiyyah'
'At-Turkiyyah' (em árabe: تركية) foi o termo geralmente usado pelos sudaneses para o período do domínio egípcio e turco-egípcio; da conquista em 1820 até a tomada de poder pelos madistas na década de 1880. Significando tanto 'domínio turco' como 'período de domínio turco', designou o governo por elites teoricamente de língua turca ou por aqueles que eles nomeavam. Nos níveis mais altos do exército e da administração, isso geralmente significava egípcios de língua turca, mas também incluíram albaneses, gregos, árabes levantinos e outros com posições no estado egípcio de Maomé Ali e seus descendentes. O termo também incluiu europeus como Emin Paxá e Charles George Gordon, que estavam empregados ao serviço dos quedivas do Egito. A "conexão turca" era que os quedivas do Egito eram vassalos nominais do Império Otomano, então todos os atos eram feitos, teoricamente, em nome do sultão otomano em Istambul. A elite egípcia pode ser descrita como "teoricamente" turcófona, porque, embora Ismail Paxá, que conquistou o Egito, falasse o turco e não pudesse falar o árabe, o árabe rapidamente se tornou amplamente utilizado no exército e na administração nas décadas seguintes, até sob o Quediva Ismail o árabe foi feito a língua oficial do governo, sendo o turco confinado apenas à correspondência com a Sublime Porta.  O termo at-turkiyyah ath-thaniya (em árabe: التركية الثانية) que significa "segunda Turkiyyah" foi usado no Sudão para denotar o período do domínio anglo-egípcio (1899-1956). 

## Domínio egípcio
Sob o novo governo estabelecido em 1821, os militares egípcios viveram fora de suas terras e exigiram impostos exorbitantes da população. Também destruíram muitas pirâmides meroíticas antigas à procura de ouro escondido. Além disso, o comércio de escravos aumentou, fazendo com que muitos dos habitantes do fértil Al Jazirah, coração dos funjes, fugissem para escapar dos comerciantes de escravos. Dentro de um ano da vitória de Maomé Ali, 30.000 sudaneses foram recrutados e enviados para o Egito para treinamento e indução no exército. Muitos pereceram por doenças e pelo clima desconhecido de modo que os sobreviventes poderiam ser usados apenas em guarnições no Sudão.
À medida que o governo egípcio se tornou mais seguro, o governo tornou-se menos severo. O Egito selou o Sudão com uma burocracia pesada e esperava que o país fosse autossustentável. Agricultores e pastores retornaram gradualmente a Al Jazirah.  Maomé Ali também ganhou fidelidade de alguns líderes tribais e religiosos, concedendo-lhes uma isenção de imposto. Os soldados egípcios e os jahidiyah sudaneses (soldados recrutados), complementados por mercenários, defenderam guarnições em Cartum, Kassala e Al Ubayyid e em vários postos menores.
Os shaiqiyah, arabófonos que haviam resistido à ocupação egípcia, foram derrotados e autorizados a servir os governantes egípcios como coletores de impostos e na cavalaria irregular sob seus próprios xeiques. Os egípcios dividiram o Sudão em províncias, que então subdividiram em unidades administrativas menores, que costumavam corresponder a territórios tribais. Em 1823, Cartum tornou-se o centro dos domínios egípcios no Sudão e cresceu rapidamente em uma grande cidade de mercado. Em 1834, tinha uma população de 15.000 habitantes e era a residência do representante egípcio.  Em 1835, Cartum tornou-se a instalação do Hakimadar (governador geral). Muitas cidades da guarnição também se desenvolveram em centros administrativos em suas respectivas regiões. No nível local, os xeiques e os chefes tribais tradicionais assumiram responsabilidades administrativas.
Na década de 1850, os egípcios revisaram o sistema jurídico no Egito e no Sudão, introduzindo um código comercial e um código penal administrado em tribunais seculares. A mudança reduziu o prestígio dos cádis (juízes islâmicos) cujos tribunais da sharia se limitaram a lidar com assuntos de caráter pessoal. Mesmo nesta área, os tribunais não tinham credibilidade aos olhos dos muçulmanos sudaneses, porque conduziam audiências de acordo com a escola de direito hanafita, ao invés da escola mais rigorosa, a maliquita, tradicional na área.
Os egípcios também realizaram um programa de construção de mesquitas e equiparam escolas religiosas e tribunais com professores e juízes formados na Universidade de al-Azhar do Cairo. O governo favoreceu a Khatmiyyah, uma ordem religiosa tradicional, porque seus líderes pregavam a cooperação com o regime. Porém os muçulmanos sudaneses condenaram a ortodoxia oficial como decadente porque rejeitava muitas crenças e práticas populares.
Até a sua supressão gradual na década de 1860, o comércio de escravos foi o empreendimento mais rentável no Sudão e foi o foco dos interesses egípcios no país. O governo incentivou o desenvolvimento econômico através de monopólios estatais que exportavam escravos, marfim e goma arábica. Em algumas áreas, a terra tribal, que tinha sido mantida em comum, tornou-se propriedade privada dos xeiques e às vezes eram vendidas para compradores de fora da tribo.
Os sucessores imediatos de Maomé Ali, Abaz I (1849-1854) e Saíde (1854-1863), careceram de qualidades de liderança e prestaram pouca atenção ao Sudão, mas o reinado de Ismail I (1863-1879) revitalizou o interesse egípcio no país. Em 1865, o Império Otomano cedeu a costa do Mar Vermelho e seus portos para o Egito. Dois anos depois, o sultão otomano reconheceu formalmente Ismail como quediva do Egito e do Sudão, um título que Maomé Ali havia usado anteriormente sem sanção otomana. O Egito organizou e guarneceu as novas províncias do Alto Nilo, Bahr al Ghazal e Equatória e, em 1874, conquistaram e anexaram Darfur.
Ismail nomeou os europeus às governações provinciais e designou os sudaneses para cargos governamentais mais responsáveis. Sob pressão da Grã-Bretanha, Ismail tomou medidas para completar a eliminação do tráfico de escravos no norte do atual Sudão. Também tentou construir um novo exército sob o modelo europeu, que já não dependeria de escravos para fornecer mão de obra.
Esse processo de modernização causaria distúrbios. As unidades do exército se amotinaram e muitos sudaneses ressentiram o aquartelamento de tropas entre a população civil e o uso do trabalho forçado sudanês em projetos públicos. Os esforços para suprimir o comércio de escravos irritaram a classe mercante urbana e os árabes bacaras, que prosperaram vendendo escravos.

## Desenvolvimento
Cartum foi expandida de um acampamento militar para uma cidade de mais de 500 casas de alvenaria pelo primeiro governador egípcio, Curxide Paxá. 
Novos tributos impostos pelo Bei de Defterdar e seu sucessor, Bei Otomão, o Circassiano, foram tão severos e o medo de represálias violentas tão agudas que em muitas áreas cultivadas ao longo do Nilo, as pessoas simplesmente abandonaram suas terras e fugiram para as colinas. Seus sucessores, Mau Bei Orfali e o primeiro governador-geral, Ali Curxide Paxá, foram mais conciliantes, e Curxide Bei concordou com uma anistia para os refugiados que fugiram para a região fronteiriça de Alatixe com a Etiópia, bem como a isenção completa dos impostos para todos xeiques e líderes religiosos.
Apesar da falta de sucesso inicial em encontrar minas de ouro no Sudão, os egípcios continuaram a prospecção muito depois da conquista inicial do país. Houve um interesse renovado na região de Fazogli na década de 1830, e Maomé Ali enviou mineralogistas europeus lá para investigar e, finalmente, apesar de estar em seu septuagésimo ano, o próprio visitaria a área no inverno de 1838-1839. Apenas uma pequena quantidade de ouro de aluvião foi encontrado e no final Fazogli desenvolveu-se não como um centro de mineração, mas como uma colônia penal egípcia.

## Expansão territorial
Os egípcios gradualmente arredondaram seus domínios. Avançaram para o sul ao longo do Nilo Branco e chegaram a Fashoda em 1828. No oeste, os egípcios chegaram às fronteiras de Darfur. Os portos do Mar Vermelho de Suaquém e Maçuá ficaram sob seu controle. Em 1838, Maomé Ali chegou ao Sudão e preparou expedições especiais para procurar ouro ao longo do Nilo Branco e do Nilo Azul. Em 1840, as regiões de Cassala e Taca seriam adicionadas aos domínios egípcios.
Em 1831, Curxide Paxá liderou uma força de seis mil homens para atacar Hadendoa. Ele atravessou o rio Atbara em Cuz Rajabe, porém Hadendoa atraiu os egípcios para uma emboscada florestal, na qual perderam toda a cavalaria. A infantaria voltou para Cartum, primeiro perdendo e depois recuperando sua artilharia de campo. Ao todo, os egípcios perderam 1 500 soldados. No entanto, a cidade de Galabate submeteu-se a Curxide em 1832. 
Em 1837, os cobradores de impostos egípcios mataram um sacerdote etíope no Sudão. Isso levou uma grande força etíope de cerca de 20 mil a descer ao planalto sudanês. A guarnição egípcia de 300 soldados em Alatixe, a leste de Alcadarife, foi reforçada com 600 soldados regulares, 400 berberes irregulares e 200 cavaleiros xaiquias. O comandante egípcio era um civil sem experiência militar, então os etíopes obtiveram uma vitória fácil e se retiraram. 